# 노나이역
노나이역(일본어: 野内駅)은 일본 아오모리현 아오모리시에 위치한 아오이모리 철도 아오이모리 철도선의 철도역이다. 이 역은 시점인 메토키 역으로부터 111.2 km 떨어져 있으며, 도쿄역부터는 728.5 km 만큼 떨어져 있는 역이다.

## 승강장
상대식 승강장 2면 2선 구조의 철도역이며 승강장은 고가에 있다.

### 타는 곳
| 번선 | 노선                | 방향 | 행선                            |
| ---- | ------------------- | ---- | ------------------------------- |
| 1    | ■ 아오이모리 철도선 | 상행 | 노헤지 · 미사와 · 하치노헤 방면 |
| 2    | ■ 아오이모리 철도선 | 하행 | 아오모리 방면                   |

## 역세권 정보
- 아오모리 만

## 역사
- 1893년 7월 16일: 닛폰 철도의 철도역으로 영업 개시.
- 1907년 11월 1일: 국유화됨.
- 1983년 2월 1일: 역 사무원 배치 폐지.
- 1987년 4월 1일: 민영화에 따라, 동일본 여객철도가 계승.
- 2010년 12월 4일: 도호쿠 신칸센이 신아오모리역까지 연장 개통함에 따라 아오이모리 철도로 이관.
- 2011년 3월 12일: 아오모리 방면 1.6 km 지점으로 이설.

## 인접역
| 아오이모리 철도 ■ 아오이모리 철도선 | 아오이모리 철도 ■ 아오이모리 철도선 | 아오이모리 철도 ■ 아오이모리 철도선 |
| ----------------------------------- | ----------------------------------- | ----------------------------------- |
| 아사무시온센 하치노헤 방면          | 보통                                | 야다마에 아오모리 방면              |